# 2666 (regény)
A 2666 Roberto Bolaño chilei szerző 2004-ben, a szerző halála után kiadott regénye.

## A regény felépítése
A regény öt részből áll, amit a szerző – betegsége előrehaladtával, családjára gondolva és a könnyebb kiadhatóság érdekében – önálló kötetként, mint öt különálló regényt akart megjelentetni. Örökösei - özvegye, Ignacio Echevarría és a kiadó Jorge Herralde – a mű előzetes tanulmányozása után, közös megegyezéssel, a regényt egy kötetben 1119 oldalon a szerző halála után, 2004-ben jelentették meg. Az öt rész gyakorlatilag külön is olvasható, egyik sem veszít a minőségéből, de veszítene abból a nagyszerűségből, amit így együtt érnek el.
1. La parte de los críticos
2. La parte de Amalfitano
3. La parte de Fate
4. La parte de los crímenes
5. La parte de Archimboldi

### La parte de los críticos
|  | Alább a cselekmény részletei következnek! |

Az első részben egy irodalmi konferencián találkozik és ismerkedik meg egy francia, egy spanyol, egy olasz és egy angol irodalmár. Közös bennük, hogy mindegyiket teljesen elkápráztatja Benno von Archimboldi személye és munkája; nincs kétségük afelől, hogy a nagyközönség által messzemenőleg ignorált és elfelejtett nyolcvanéves német író a legjelentősebb élő szerző. De ki is Archimboldi, hol van és vajon ki rejtőzik az álnév mögött? Eredménytelenül végződik az út Archimboldi hamburgi kiadójának özvegyéhez és a szerző identitása még akkor is megfejthetetlen marad, amikor ismertté válik, sőt a Nobel-díj várományosai között említik a nevét.
A regény első részében a szerző az akadémiai irodalom-üzem egy magával ragadó paródiája mellett tragikomikus szerelmi kapcsolatokat és kézzelfogható szexuális élményeket ábrázol. Az önjelölt „Archimboldi-detektívek” valahonnan megtudják, hogy a szerzőt az észak-mexikói határvárosban, Santa Teresában látták. A város fiktív neve mögött Ciudad Juárez, az északi határtérség legnépesebb városa rejtőzik, ami gyilkosságairól vált híressé. A tudósok közül hárman Mexikóba utaznak, de kutatásuk továbbra is eredménytelen marad.

### La parte de Amalfitano
A második rész egy furcsa személyről, Amalfitánóról, a Santa Teresában élő chilei irodalomprofesszor-filozófusról szól, aki lányával, Rosával él (ő a 3. fejezetben is szerepet kap); akit elhagyott a felesége, Lola, hogy megkeressen egy, a mondragoni tébolydába zárt elmebeteg költőt, ezzel nem múló fájdalmat okozva Amalfitanónak; aki órákat tölt azzal, hogy Rafael Dieste, ruhaszárító kötélre akasztott Testamento geométrico című könyvét (1975) figyeli (Marcel Duchamp ready-made koncepciója alapján), hogy megtudja, vajon meddig bírja a könyv a szabad ég alatt. Élettörténete a baloldali latin-amerikai intellektuálisok csalódását tükrözi vissza, akiknek politikai ideálja a diktatúrák, az erőszak és a korrupció súlya alatt összeomlott.

### La parte de Fate
A harmadik fejezet egy fekete bőrű amerikai újságíró története, aki egy New York-i magazin megbízásából Santa Teresába utazik, hogy egy bokszmérkőzésről tudósítson. A prostitúció, a kábítószer, az alkohol és az erőszak világában érdeklődni kezd a titokzatos gyilkosságok iránt, ami a következő rész fő témája. Amikor a sportriporter az éppen aktuális nőgyilkosságokról akar írni, takarékos főszerkesztője visszarendeli New Yorkba.

### La parte de los crímenes

#### Az igazi sorozatgyilkosság
1993. január 23-án Ciudad Juárez egy teljesen jelentéktelen telkén megtalálják Alma Chavira Farel holttestét. A 13 éves lányt megerőszakolták, megkínozták és végül megfojtották. Ez a bevezetője a bűnügyi krónika egyik legfélelmetesebb és legrejtélyesebb gyilkosságsorozatának. Az eset utáni években megerőszakolt és meggyilkolt nők - szinte mindegyik a szegényebb társadalmi rétegből származó tanuló, egyetemista vagy munkába járó - holttestének százaira bukkannak a környéken. 1995-ben a rendőrség letartóztatja az egyiptomi származású Abdul Latif Sharifot, akit sorozatgyilkolással vádolnak. De a gyilkosságok tovább tartanak: nem lehet tudni, hogy az elkövető csupán egy „utánzó”, vagy gazdag családok elkényeztetett, unatkozó ivadékainak kegyetlen hobbijáról van szó. További letartóztatásokra kerül sor, de a vérorgiának nem szakad vége. A gyilkosságsorozatról időközben számos regény, szakkönyv és film készült, de egyik sem olyan mélyreható, mint a 2666.
Bolaño több, mint 100 bűncselekményt ecsetel, személyek sokaságának (santa teresai bűnözők, gazemberek, újságírók, kábítószercsempészek, politikusok) változatos leírásával és bemutatásával kibővítve. Igazán különleges elbeszélőképességről tanúskodik az a tény, hogy a számos bűncselekmény leírása – bár a gyilkosságok, azok körülményei és az áldozatok hasonlóak - nem untatja az olvasót, még úgy sem, hogy tudható: az elkövetőre nem találnak rá (a Ciudad Juárezi bűncselekménysorozat több, mint 400 áldozatának gyilkosát a mai napig nem találták meg).

### La parte de Archimboldi
A könyv ötödik része Benno von Archimboldi – eredeti nevén Hans Reiter - élettörténetét írja le. A második világháborúban katonaként szolgál a keleti fronton, a háború után betegeskedő jegyesével (Ingeborg) a szétrombolt Németországban él; elkezd írni és kiadója (Bubis) lelkesedésének köszönhetően sikeres elbeszélő lesz belőle. Kiemelkedő a történelmi valóság leírása és a szereplők pszichológiai megrajzolása. Miután Ingeborg meghal egy tüdőbetegség következtében, Archimboldi eltünteti életének-létének minden nyomát. A regény végén Mexikóba utazik, mert Santa Teresában több ízben elkövetett gyilkolással vádolják német unokaöccsét; azt reméli tud neki segíteni.
|  | Itt a vége a cselekmény részletezésének! |

## A regény értékelése
A 2666 körülbelül 80-90 évet ölel fel a történelemből, két kontinens mindenkori könyörtelen valóságát párhuzamba állítva: a modern technikával elkövetett II. világháborús mészárlás és a sivatagi város, Santa Teresa értelmetlen bűncselekménye – barbárság öncélból, névtelen emberek által elkövetve, a nyilvános közömbösség és az állam tehetetlensége, a nem működő jogrendszer mögé bújva, a szegénységet és a kisiklott globalizációt kihasználva.
Mély szellemessége ellenére egyfajta radikális pesszimizmus jellemzi a 2666-ot:
Köztudott, hogy a történelem, ami olyan, mint egy egyszerű utcalány, nem döntő pillanatokból áll, hanem olyan momentumok sokaságából, amik versenyre kelnek egymással az iszonyatban.
Es bien sabido que la historia, que es una puta sencilla, no tiene momentos determinantes sino que es una proliferación de instantes, de brevedades que compiten entre sí en monstruosidad.

## A regény címe
A mű címe vitatott, még Bolaño barátai is sokat tanakodtak rajta. Talán választ ad a kérdésre Bolaño Amuleto című regényének (1999) egy részlete, amelyben az elbeszélő az éjszakai Mexikót ecseteli, miközben két személyt követ: 
... a Guerrero (utca) ebben az órában mindenekelőtt egy temetőhöz hasonlít, de sem egy 1974-es temetőhöz, sem egy 1968-as vagy 1975-öshöz, sokkal inkább egy temetőhöz 2666-ban, egy elfelejtett temetőhöz egy halott vagy meg sem született szemhéj alatt, egy szenvtelen szem vizenyőssége mögött, ami azért hogy elfelejtsen valamit, mindent lezárt.
... la Guerrero , a esa hora, se parece sobre todas las cosas a un cementerio, pero no a un cementerio de 1974, ni a un cementerio de 1968, ni a un cementerio de 1975, sino a un cementerio de 2666, un cementerio olvidado debajo de un párpado muerto o nonato, las acuosidades desapasionadas de un ojo que por querer olvidar algo ha terminado por olvidarlo todo.

## Magyarul
- 2666; ford. Kutasy Mercédesz; Jelenkor, Bp., 2016

## Külső hivatkozások
- Das Magazin 23.01.2009 Sandro Benini: Der Planet Bolaño, német
- Violencia y literatura en las fronteras de la realidad latinoamericana "2666", de Roberto Bolaño Por Angeles Donoso, spanyol
- Andrés Pau Roberto Bolaño 2666 Anagrama, Barcelona, 2002, spanyol